# QuikClot

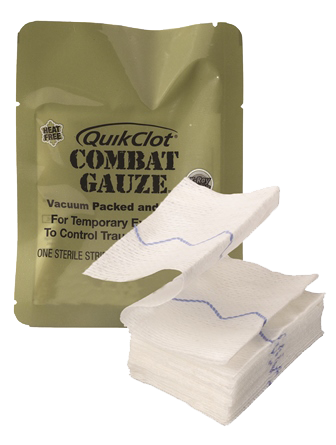
QuikClot — військова пов'язка

QuikClot — бинт, просякнутий гемостатичним засобом (каоліт, цеоліт), який сприяє згортанню крові. Бренд належить Teleflex. Використовується для зупинки критичної кровотечі за рахунок тампонування рани. Використовується арміями НАТО під час військових дій та операцій.

## Історія
Використання цеоліту на стерильному матеріалі для лікування ран було запатентовано Френком Херсі в 1989 році. Після атак 11 вересня збройні сили США провели дослідження, порівнюючи різні антигеморагічні технології, у якому QuikClot отримав найкращий результат. Інше дослідження показало, що при використанні для лікування смертельних травм паху у свиней оброблені тварини мали 100 % рівень виживання. Після цих випробувань збройні сили США схвалили його використання в Афганістані та Іраку.

## Механізм дії
QuikClot спочатку був доступний у гранульованому вигляді, який можна було насипати безпосередньо на рану, щоб зупинити кровотечу.
Каолін у пов'язках QuikClot Interventional поглинає молекули води в крові, що сприяє згортанню крові. Таким чином гемостатичний засіб змушує кров природним чином швидше згортатися. Каолін активує фактор XII, білковий фактор, який допомагає в ініціації каскаду коагуляції, білкової ланцюгової реакції, яка сприяє згортанню крові в результаті травми. Пізніше QuikClot було розроблено з використанням цеолітових кульок, які сприяли згортанню крові безпосередньо через активацію каскаду коагуляції.

### Цеоліт
Оригінальна формула продукту містила активний інгредієнт цеоліт, який сприяє згортанню крові. Цеоліт має екзотермічну (з виділенням тепла) реакцію з кров'ю під час процесу згортання, що може спричинити опіки другого ступеня. Через це продукт не був доступний для роздрібної торгівлі та використовувався лише в надзвичайних ситуаціях, таких як бойові дії. Нові формули цеоліту постачаються попередньо гідратованими, які виробляють менше тепла, і їх можна безпечніше використовувати для тампонади ран та зупинки кровотечі.

### Каолін
До 2009 року засоби QuikClot виготовлялися з марлі, просоченої каоліном, замість використання цеоліту, що за своїми характеристиками еквівалентно розробленим раніше гемостатичним пов'язкам. Каолін не викликає шкірної алергії через свої інертні (нереактивні) властивості.

## Використання в армії США
У керівництві з надання допомоги пораненим під час бойових дій, опублікованому Комітетом з надання допомоги пораненим у тактичних боях (Tactical Combat Casualty Care Guidelines) у 2014 році, QuikClot Combat Gauze був названий ідеальним гемостатичним перев'язувальним матеріалом для зовнішньої кровотечі, що не піддається накладенню джгута, або як доповнення до зняття джгута, якщо очікується, що час евакуації буде довшим за 2 години. У Настановах TCCC, опублікованих у 2021 році, Combat Gauze залишається найкращим гемостатичним перев'язувальним матеріалом для таких травм. Виклики, з якими зіткнулися засновники QuickClot, намагаючись зробити так, щоб його прийняли військові, особливо армія, описав Чарльз Барбер у своїй книзі «У крові» («In the Blood»): Як двоє аутсайдерів вирішили багатовікову медичну загадку і взяли на озброєння армію США.